# Главный европейский водораздел
Главный европейский водораздел — линия, разделяющая бассейны европейских рек, одни из которых впадают в Атлантический океан и моря северной Атлантики, другие — в Средиземное море и моря бассейна Средиземного моря (а также в Каспийское море).
Главный европейский водораздел делит Европейский континент по всей его длине на две части — условно северную и условно южную. Начинается водораздел на крайнем юго-западе Европы, проходит через Испанию, Францию, Швейцарию, Австрию (восток страны), Германию, Чехию, Словакию, Польшу (крайний юго-восток), Украину, Беларусь и Россию (европейскую часть). На востоке Главный европейский водораздел заканчивается в Уральских горах.

## Прохождение водораздела (таблица)
| Море                       | Страна                     | Основная река              | Горная система                     | Основная река            | Страна                   | Море                     |
| север/запад от водораздела | север/запад от водораздела | север/запад от водораздела | Горная система                     | юг/восток от водораздела | юг/восток от водораздела | юг/восток от водораздела |
| -------------------------- | -------------------------- | -------------------------- | ---------------------------------- | ------------------------ | ------------------------ | ------------------------ |
| Атлантический океан        | Испания                    | Гвадалквивир               | Сьерра-Невада                      | множество мелких         | Испания                  | Средиземное море         |
| Атлантический океан        | Испания                    | Гвадиана                   | Сьерра-де-Алькарас                 | множество мелких         | Испания                  | Средиземное море         |
| Атлантический океан        | Испания                    | Тахо                       | Сьерра-де-Куэнка                   | Эбро                     | Испания                  | Средиземное море         |
| Атлантический океан        | Испания                    | Дуэро                      | Иберийские Кордильеры              | Эбро                     | Испания                  | Средиземное море         |
| Атлантический океан        | Франция                    | Гаронна                    | Пиренеи                            | Эбро                     | Испания                  | Средиземное море         |
| Атлантический океан        | Франция                    | Гаронна                    | Пиренеи                            | Эбро                     | Андорра                  | Средиземное море         |
| Атлантический океан        | Франция                    | Гаронна                    | Севенны                            | Рона                     | Франция                  | Средиземное море         |
| Атлантический океан        | Франция                    | Луара                      | Божоле                             | Рона                     | Франция                  | Средиземное море         |
| Атлантический океан        | Франция                    | Сена                       | Кот-д’Ор                           | Рона                     | Франция                  | Средиземное море         |
| Северное море              | Франция                    | Маас                       | Лангр                              | Рона                     | Франция                  | Средиземное море         |
| Северное море              | Швейцария                  | Рейн                       | Юра                                | Рона                     | Франция                  | Средиземное море         |
| Северное море              | Швейцария                  | Рейн                       | Бернские Альпы                     | Рона                     | Швейцария                | Средиземное море         |
| Северное море              | Швейцария                  | Рейн                       | Тичинские Альпы                    | По                       | Швейцария                | Адриатическое море       |
| Северное море              | Швейцария                  | Рейн                       | Альбийские Альпы                   | Дунай                    | Швейцария                | Чёрное море              |
| Северное море              | Австрия                    | Рейн                       | Фервалль                           | Дунай                    | Австрия                  | Чёрное море              |
| Северное море              | Австрия                    | Рейн                       | Альгойские Альпы                   | Дунай                    | Германия                 | Чёрное море              |
| Северное море              | Германия                   | Рейн                       | Швабский Альб                      | Дунай                    | Германия                 | Чёрное море              |
| Северное море              | Чехия                      | Эльба                      | Шумава                             | Дунай                    | Германия                 | Чёрное море              |
| Северное море              | Чехия                      | Эльба                      | Вальдфиртель                       | Дунай                    | Австрия                  | Чёрное море              |
| Северное море              | Чехия                      | Эльба                      | Чешско-Моравская возвышенность     | Дунай                    | Чехия                    | Чёрное море              |
| Балтийское море            | Польша                     | Одер                       | Судеты                             | Дунай                    | Чехия                    | Чёрное море              |
| Балтийское море            | Польша                     | Висла                      | Бещады                             | Дунай                    | Словакия                 | Чёрное море              |
| Балтийское море            | Польша                     | Висла                      | Росточье                           | Днестр                   | Украина                  | Чёрное море              |
| Балтийское море            | Польша                     | Висла                      | —                                  | Днепр                    | Беларусь                 | Чёрное море              |
| Балтийское море            | Беларусь                   | Неман                      | Белорусская гряда                  | Днепр                    | Беларусь                 | Чёрное море              |
| Балтийское море            | Россия                     | Западная Двина             | Смоленско-Московская возвышенность | Днепр                    | Россия                   | Чёрное море              |

Главный европейский водораздел заканчивается в 200 км к западу от Москвы в Смоленско-Московской возвышенности. Здесь водораздел разрывается на две части: на севере продолжается водораздел между Балтийским морем и Каспийским морем, на востоке водораздел между Чёрным и Каспийским морями (Волга).